# Yesos de Ulea
Yesos de Ulea este o arie protejată (sit de importanță comunitară — SCI) din Spania întinsă pe o suprafață de 802,58 ha, integral pe uscat.

## Localizare
Centrul sitului Yesos de Ulea este situat la coordonatele 38°09′14″N 1°16′00″W / 38.1539°N 1.2667°V.

## Înființare
Situl Yesos de Ulea a fost declarat sit de importanță comunitară în iulie 2000 pentru a proteja un număr necunoscut de specii din flora spontană și fauna sălbatică aflate în arealul zonei.

## Biodiversitate
Situată în ecoregiunea mediteraneană, aria protejată conține 15 habitate naturale: Stepe sărăturate mediteraneene (Limonietalia), Pseudostepă cu ierburi și specii anuale de Thero-Brachypodietea, Râuri mediteraneene cu debit permanent cu specii de Paspalo-Agrostidion și galerii riverane de Salix și de Populus alba, Salicornia și alte specii anuale care populează regiunile mlăștinoase și nisipoase, Pante stâncoase calcaroase cu vegetație casmofită, Râuri mediteraneene cu debit intermitent, cu specii de Paspalo-Agrostidion, Pășuni mediteraneene udate de apa mării (Juncetalia maritimi), Ape puternic oligomezotrofe cu vegetație bentonică cu Chara spp., Tufărișuri termo-mediteraneene și de pre-deșert, Galerii și tufărișuri riverane sudice (Nerio-Tamaricetea și Securinegion tinctoriae), Lacuri eutrofice naturale cu vegetație de tip Magnopotamion sau Hydrocharition, Vegetație gipsofilă iberică (Gypsophiletalia), Tufărișuri halofile mediteraneene și termo-atlantice (Sarcocornetea fruticosi), Tufărișuri halo-nitrofile (Pegano-Salsoletea), Matorral arborescenți cu Juniperus spp..
La baza desemnării sitului se află un număr nedeclarat de specii protejate.
Pe lângă speciile protejate, pe teritoriul sitului au mai fost identificate 6 specii de plante.